# Gowin Knight
Gowin Knight (ur. 10 września 1713 w Corringham, zm. 8 czerwca 1772 w Londynie) – angielski fizyk, który w 1745 roku odkrył proces tworzenia silnie namagnesowanej stali. Był także pierwszym głównym bibliotekarzem Muzeum Brytyjskiego. Laureat Medalu Copleya (1747).

## Życiorys
Urodził się w Corringham, małej gminie w hrabstwie Lincolnshire. Był synem Roberta Knighta, miejscowego wikariusza, powołanego w 1724 roku na plebanię w Harewood, w pobliżu Leeds. Knight pierwsze wykształcenie pobierał w szkole w Leeds. W roku 1731 rozpoczął studia na Uniwersytecie Oksfordzkim w Magdalen Hall. 20 października 1736 roku uzyskał licencjat nauk humanistycznych, 22 czerwca 1739 roku tytuł magistra, a 11 lutego 1741 roku tytuł lekarski. Następnie osiedlił się w Londynie, gdzie praktykował jako lekarz. W 1749 roku mieszkał przy londyńskim placu Lincoln’s Inn Fields, a około 1750 roku przeprowadził się do domu przy Fleet Street w Londynie.
Zmarł w Londynie w wieku 58 lat.

## Osiągnięcia naukowe
Knight swoje badania nad magnetyzmem rozpoczął przed 1744 rokiem. Jego zainteresowanie tym tematem wzbudziło zachowanie kompasu okrętowego pod wpływem błyskawic. Pierwsze wyniki jego pracy zostały opublikowane przez Towarzystwo Królewskie w 1744 r. W roku 1745 odkrył proces tworzenia silnie namagnesowanej stali, który został wykorzystany do opracowania bardziej precyzyjnej igły kompasowej. W uznaniu wartości tych badań, Knight został przyjęty do Towarzystwa Królewskiego, a w roku 1747 został uhonorowany Medalem Copleya.
W 1752 r. jego zaawansowany technologicznie kompas został zaadaptowany przez Królewską Marynarkę Wojenną, a do jego produkcji zaangażowano renomowanego londyńskiego rzemieślnika George’a Adamsa.
W 1756 r. Gowin Knight otrzymał nominację na pierwszego bibliotekarza Muzeum Brytyjskiego.